# Rottkuhle
Die Rottkuhle ist ein See im zum Bremer Stadtteil Hemelingen gehörenden Ortsteil Arbergen, der als Badesee genutzt und bewirtschaftet wird. Entstanden ist der See durch einen Deichbruch. Der Zeitpunkt der Entstehung ist unbekannt. Der Name „Rottkuhle“ leitet sich vom plattdeutschen Begriff „verrotten“ ab. Er bezeichnet ursprünglich einen Ort, an dem geernteter Flachs rotten sollte.
Der See wurde 1948/1949 im nördlichen Teil mit Spundwänden beckenartig zu einem Freibad ausgebaut. Gespeist wird der See heute über einen Brunnen, der Wasser aus 28 Meter Tiefe fördert.
Nachdem das Bad aufgrund erhöhter Keimzahlen 1997 für den Badebetrieb gesperrt werden musste, wurde es bei der anschließenden Restaurierung mit einem Bodenfilter versehen.